# Tourco huet-huet
Pteroptochos tarnii
Espèce
Statut de conservation UICN

 LC  : Préoccupation mineure
Le Tourco huet-huet (Pteroptochos tarnii) est un oiseau de la famille Pteroptochos vivant en Argentine et au Chili. Il s'agit d'une espèce très répandue et l'Union internationale pour la conservation de la nature le classe comme en préoccupation mineure (LC).